# Respondent
Respondent (z angl. to respond, odpovídat, reagovat, oplatit; českým ekvivalentem je dotázaný, dotazovaný) je odborný výraz pro účastníka sociologického výzkumu. Technika tohoto soc. výzkumu je postavena na dotazování (např. interview, dotazníkové šetření, anketa), ve kterém respondent odpovídá na kladené otázky. Jeho odpovědi slouží ke sběru dat pro daný výzkum. S termínem respondent se pracuje i v psychologii a sociální antropologii. Role respondenta se zpravidla přijímá dobrovolně a není za ni nabízena finanční odměna. Většinou je také jednorázová, vyžádaná a kvůli ochraně účastníků i anonymní.

## Výběr respondentů
Protože při sběru dat potřebných pro výzkum není zpravidla možné dotázat se všech potenciálních účastníků, kteří tvoří tzv. základní soubor, vytváří se výběrový soubor vhodných respondentů. Přitom platí, že množství dotazovaných osob, by mělo být dostatečné, ale ne příliš velké. Je tedy důležité, aby vybraný vzorek respondentů byl reprezentativní. To znamená, že výsledky sběru dat je možno zobecnit na celou populaci a že ve sledovaných parametrech věrně kopíruje reálný stav (tj. charakteristiky výběrového souboru kopírují charakteristiky základního souboru). Například v České republice se při studiích celé populace ČR pracuje zpravidla s přibližně tisíci jedinci (respondenty).
Běžně se rozlišují dva základní typy výběru:
- Náhodný výběr, někdy označován také jako pravděpodobnostní, volí soubor respondentů na základě tzv. principu náhodnosti. Ten je založen na tom, že všichni členové základního souboru mají stejnou šanci dostat se do souboru výběrového. V praxi půjde např. o výběr pomocí losu.
- Při kvótním výběru jde o to, najít takovou skupinu respondentů, která by v zastoupení sledovaných vlastností procentuálně odpovídala základnímu výběru. Tyto vlastnosti se označují jako kvótní znaky a řadí se mezi ně např. věk, pohlaví, rodinný stav, velikost čistého měsíčního příjmu, dosažené vzdělání apod. Respondenti jsou tedy vybíráni záměrně.

Dalším možným typem je výběr specifický, který přímo odráží potřeby klienta. Do takového vzorku respondentů by se mohli zařadit například pouze řidiči motorových vozidel. Výsledky tohoto výzkumu pak budou reprezentativní pro danou skupinu. Další způsob, při kterém respondenti s potřebnou vlastností či znalostí sami vybírají další respondenty, je označován jako snowball sampling (tj. válení sněhové koule, výběr nabalováním). Ten je vhodný zejména v případech, kdy organizátorům šetření není znám dostatek informací o rozebírané skupině. Pokud se respondenti získávají tam, odkud to jde, hovoří se o tzv. pohodlném vzorkování (angl. convenience sampling).

## Zkreslení dat
Protože při sociologickém výzkumu se pracuje s poměrně malým počtem respondentů, dochází ke zjednodušování výsledků dotazování, a tedy k jejich zkreslení. To je však způsobeno více faktory. Všeobecně platí, že účastníci šetření mají tendenci chovat se jinak než obvykle právě tehdy, když vědí, že jsou předmětem zkoumání. Někdy se u nich dokonce objeví snaha pomoci organizátorům šetření tím, že odpovídají na otázky tak, jak si podle nich tazatel přeje. Výzkumník je dále schopen ovlivnit roli respondenta například u osobního rozhovoru (jedna z metod dotazování), kde se při kladení otázek může odrážet jeho vlastní zaujatost. I to, že se vybraná osoba odmítne zúčastnit šetření, může vést ke zkreslení výzkumu. Důvodem pro odmítnutí je často snaha respondenta nenarušit své soukromí, nedostatek času nebo nesrozumitelné instrukce ze strany zadavatele.
K zobecnění dat je tedy třeba, aby byla validní a reliabilní. Pojem validita znamená, že se měřilo to, co se skutečně měřit mělo. Reliabilní měření je takové, které nám přináší stejné výsledky, jestliže se podmínky nezměnily, i při opakování výzkumu.

## Forma dotazování

### Respondent v kvantitativním výzkumu
Respondent v kvantitativním výzkumu je volen tak, že ví, že se stal součástí výzkumu. V kvantitativním výzkumu je důležité velké množství respondentů. Může být dotazován pomocí dotazníku, což je značně časově náročné a velká část dotazovaných respondentů nemá o výzkum zájem. U kvantitativního výzkumu je vhodné respondenty dotazovat telefonicky. Tato forma dotazování je pro respondenta časově nenáročná a výzkumník se tak dokáže dotázat většího množství respondentů. Osobní dotazování je časově a finančně náročné. Další druhy dotazování jsou např. v novinových anketách. Tato forma dotazování je vhodná, pokud pokud je tazateli umožněn náhodný výběr respondentů, nelze zde uplatnit výběr kvótní.

### Respondent v kvalitativním výzkumu
V kvalitativním výzkumu respondent nemusí vědět, že se stal respondentem výzkumu. Respondentem může být např. osoba, v dokumentárním filmu, u které je po dobu natáčení pozorován její každodenní život. Kvalitativní výzkum může být prováděn na datech, které respondent tazateli poskytl, např. deník, který si respondent psal, právě, když procházel zkounamou životní situací.